# 8534 Knutsson
A 8534 Knutsson (ideiglenes jelöléssel 1993 FJ10) a Naprendszer kisbolygóövében található aszteroida. Claes-Ingvar Lagerkvist fedezte fel 1993. március 17-én.